# ری بردبری
ری داگلاس بردبری (به انگلیسی: Ray Douglas Bradbury) (زاده ۲۲ اوت ۱۹۲۰ – درگذشته ۵ ژوئن ۲۰۱۲) شاعر آمریکایی و نویسندهٔ گونه‌های خیال‌پردازی، وحشت و علمی–تخیلی بود. بردبری را بیشتر به خاطر اثر مشهورش، فارنهایت ۴۵۱ (۱۹۵۳)، و مجموعه داستان‌های کوتاهش چون حکایت‌های مریخ(۱۹۵۰) می‌شناسند.

## زندگی
وی در ۲۲ اوت ۱۹۲۰، در وائوکگان، ایلینوی، ایالات متحده آمریکا، از مادری سوئدی‌تبار و پدری آمریکایی به دنیا آمد. در سال ۱۹۳۴ به همراه خانوادهٔ خود به لس‌آنجلس نقل مکان کردند. وی در ۱۹۳۸ دبیرستان را تمام کرد، اما تصمیم گرفت به دانشگاه نرود و در کتابخانهٔ محلی به آموزش خود بپردازد. او برای گذران زندگی در آن دوران روزنامه می‌فروخت. اولین اثر او به سال ۱۹۴۱ و اولین کتاب مستقلش (دریاچه) در سال ۱۹۴۲ به چاپ رسیدند. در سال ۱۹۴۵، داستان کوتاه بازی بزرگ سیاه و سفید او برندهٔ جایزهٔ بهترین داستان کوتاه آمریکا شد. در سال ۱۹۴۷ با مارگارت مک‌کلر (۱۹۲۲–۲۰۰۳) ازدواج کرد و از او ۴ فرزند دختر دارد. بردبری هرگز گواهینامه رانندگی نگرفت. بردبری یکی از دوستان نزدیک چارلز آدامز بود. آدامز نخستین داستان‌های بردبری را دربارهٔ خانواده الیوت که به خانواده آدامز (شخصیت‌های تخیلی آفریده چارلز آدامز) شبیه بودند، مصوّر کرد.
وی در طول زندگی‌اش، ۳۰ کتاب و بیش از ۶۰۰ داستان کوتاه نوشت. او از جمله نخستین کسانی بود که جایزه استاد بزرگ را که انجمن نویسندگان علمی‌تخیلی و فانتزی آمریکا به پاس یک عمر کنش پیروزمندانه در زمینه داستان‌نویسی علمی‌تخیلی اعطا می‌کرد، به دست آورد.

## فعالیت‌ها
وی نویسنده‌ای پرکار بود که جا دادن آثارش در دستهٔ خاصی دشوار می‌نماید. اگرچه بسیاری او را به عنوان نویسندهٔ ژانر علمی–تخیلی می‌شناسند، اما خود وی می‌گوید:

«نخست اینکه من علمی-تخیلی‌نویس نیستم. تنها کتاب علمی-تخیلی من فارنهایت ۴۵۱ است. علمی-تخیلی توصیف واقعیت است و خیال‌پردازی شرحی خیال‌پردازانه. از این روست که تاریخچهٔ مریخ علمی-تخیلی نیست، خیال‌پردازی است. معلوم است که ممکن نیست چنان اتفاقاتی روی دهد. به همین دلیل است که اثری ماندگار خواهد بود، چون همانند اساطیر یونان است و اسطوره‌ها مانا هستند.» 

علاوه بر کتابهایی که نوشته، بردبری مجموعه مقالاتی هم درباب مسایل جدی، چون هنر و فرهنگ، دارد.

### حکایت‌های مریخ
تا زمانِ نوشتنِ رُمانِ حکایت‌های مریخ (The Martian Chronicles)، نامِ او به عنوانِ نویسندهٔ علمی‌تخیلی بر سرِ زبان‌ها نیفتاد. تواریخِ مریخ، داستانِ نخستین کوششِ انسان‌ها برای تسخیر و استعمار (آبادانی و اسکان در) مریخ بود. انسان‌ها را در این راه مریخی‌هایی که قادر به تله‌پاتی هستند کمک می‌کنند و زمانی که آنان در این کار موفق می‌شوند خبر از وقوعِ جنگِ هسته‌ای در زمین و نابودیِ زمین می‌آید. این رُمان به خوبی بیان‌گرِ نگرانیِ عامِ جامعهٔ آمریکا در آغازِ عصرِ اتمیِ دههٔ ۱۹۵۰ بود و همین‌طور هم ترس از جنگِ اتمی، و آرزویِ زندگیِ آسوده‌تر، و واکنش برضدِ نژادپرستی و سانسور و اختناق، و ترس از نیروهایِ سیاسیِ بیگانه.

### مرد مصور
ری بردبری، بعد از آن مجموعهٔ داستان‌های کوتاهِ مرد مصور (The Illustrated Man) را منتشر کرد که یکی از مشهورترین مجموعه‌های تاریخِ ع. ت. محسوب می‌شود؛ در این مجموعه نیز همانندِ دیگر داستان‌های ع. ت در آن دوران عملاً اثری از خوش‌بینی به آیندهٔ بشر به چشم نمی‌خورد.

### فارنهایت ۴۵۱
بردبری روندِ بدبینی‌اش را با شاهکارِ خود، رُمانِ فارنهایت ۴۵۱ (به انگلیسی: Fahrenheit 451)، ادامه داد. در این کتاب که مشهورترین اثرِ وی است، جامعه‌ای تمامیت‌خواه و اختناق‌ساز به تصویر کشیده شده‌است که به حکم رای اکثریت کتاب‌ها را توسطِ «آتش‌نشان‌ها» می‌سوزانند و انسان‌ها در جهلِ تمام زندگی می‌کنند. در این بین، آتش‌نشانی هست که زندگی‌اش دگرگون می‌شود و همین‌طور هم گروهی از انسان‌های سرکش هستند که از شهر گریخته‌اند و ذهن‌شان گنجینهٔ مهم‌ترین مکتوباتِ بشر است. فرانسوا تروفو، فیلم‌سازِ شهیرِ فرانسوی، فیلمِ فارنهایت ۴۵۱ را در سالِ ۱۹۶۶ ساخت که آن هم تبدیل به یکی از پرطرفدارترین شاهکارهای سینما شد.
رمان «فارنهایت ۴۵۱» شاهکار علمی تخیلی پادآرمانشهری نویسندهٔ آمریکایی، ری بردبری (۱۹۲۰تا۲۰۱۲) است. این داستان آیندهٔ جهانی است که در آن تفکر و خواندن کتاب ممنوع است و آتش‌افشانان (که پیشتر آنان را آتش‌نشان می‌خواندند و وظیفه‌شان چیز دیگری بود) هر کتابی را که بیابند، می‌سوزانند و خاکستر می‌کنند. در این بین یکی از مأموران آتش‌افشانی از وظیفه‌اش سر باز می‌زند و خطرناک‌ترین سؤال، یعنی «چرا؟»، به ذهنش خطور می‌کند.
این رمان که دربارۂ عواقب کتابسوزی و سانسور و اهمیت تفکر و ادبیات است، خودش بارها زیر تیغ سانسور رفته، اما مهم‌ترین نکته اینجاست که هر نسل به فراخور زمانه‌اش برداشت و تفسیری شگفت از این اثر هنری داشته و همین یعنی ناکامی و شکست سانسورچیان و سرکوبگران اندیشه. با این حال بردبری همواره تأکید داشت که درون‌مایهٔ فارنهایت ۴۵۱ کاهش دامنهٔ توجه افراد، سطحی شدن فرهنگ، و خطر رسانه‌هایی چون تلویزیون است و نه سانسور. در یک مورد بردبری با دانشجویی که اصرار داشت موضوع کتاب سانسور است درگیر شد و سخنرانی‌اش را نیمه‌کاره تمام کرد.
بردبری نسخهٔ اولیه این رمان را با یک ماشین تحریر سکه‌ای در پردیس دانشگاه کالیفرنیا، لس آنجلس نوشت. برای کار با این دستگاه لازم بود که هر نیم ساعت یک سکهٔ ۱۰ سنتی مصرف شود. بردبری در نهایت ۹٫۸۰ دلار سکه به این دستگاه انداخت. با محاسبهٔ تورم از سال ۱۹۵۰، این مقدار در سال ۲۰۱۷ معادل ۹۹٫۸۴ دلار می‌شود.

## جوایز
- سال ۲۰۰۰، نشانِ مشارکتِ ممتاز در ادبِ آمریکا از بنیادِ ملیِ کتاب
- ۱۹۸۹، جایزهٔ برام استوکر (جایزهٔ ادبیاتِ وحشت)
- ۱۹۸۸، جایزهٔ استادِ اعظمِ نِبولا (یکی از دو جایزهٔ برترِ علمی-تخیلی و خیال‌پردازی)
- ۱۹۸۰، جایزهٔ استادِ اعظمِ گَندالف (برای ادبیاتِ خیال‌پردازی)
- ۱۹۷۷، جایزهٔ دنیایِ خیال‌پردازی برای یک عمر فعالیت در ادبیاتِ خیال‌پردازی
- جایزهٔ یادبودِ اُهِنری
- جایزهٔ انجمنِ نویسندگانِ هوا-فضا
- تالارِ مشاهیرِ علمی‌تخیلی
- جایزهٔ بنیامین فرانکلین
- جایزهٔ ژول ورن

## اقتباس‌ها
کتابها و داستان‌های کوتاه بردبری بارها به صورت فیلم، نمایشنامهٔ رادیویی و تلویزیونی و صحنه‌ای، نیز کتابهای کمیک درآمده‌اند. از آن جمله می‌توان به فیلم فارنهایت ۴۵۱ بر اساس اثری از بردبری و به کارگردانی فرانسوا تروفو اشاره کرد. چندین داستان از مجموعه داستان‌های تاریخچهٔ مریخ در ایران به صورتهای مختلف و از جمله نمایشنامهٔ رادیویی منتشر شده‌اند.
در سال ۲۰۱۲، ددماوس، آهنگساز معروف موسیقی رقص الکترونیک، به‌همراه کریس جیمز به عنوان خواننده، با الهام از یکی از آثار ری بردبری موسوم به "The Veldt" (علفزار) ترانه‌ای به همین نام ساخت.

## فهرست کتاب‌ها و نمایشنامه‌ها
مجموعه داستان‌های دیگر بردبری عبارت‌اند از:
- مرد مصور
- حکایت‌های مریخ
- کارناوال تاریک، ۱۹۴۷
- سیب‌های طلایی خورشید، ۱۹۵۳
- کشور اکتبر، ۱۹۵۵
- یک درمان برای مالیخولیا، ۱۹۵۹
- من بدن الکتریکی را می‌سرایم، ۱۹۶۹
- درخت هالووین، ۱۹۷۲
- بسیار پس از نیمه شب، ۱۹۷۶

رمان‌های نیمه شرح‌حال‌نویسی‌اش:
- شراب قاصد، ۱۹۵۹
- بوی شر می‌آید، ۱۹۶۲
- مرگ تجارت تنهاییست، ۱۹۸۵
- قبرستان دیوانگان، ۱۹۹۰
- از گرد و خاک بازگشته، ۲۰۰۲
- بیا همه کنستانس را بکشیم، ۲۰۰۳

درخواست بستنی عجیب (۱۹۷۲) یکی از مجموعه‌های نمایشی بردبری است و احمد و ماشین فراموشی (۱۹۹۸) رمان کودکان اوست.

## گفتارها
- جهان‌بینی: فلسفه من در دو اصل کلی خلاصه می‌شود: اولی این است که می‌گویم «به جهنم!» و دومی این که «کارت را انجام بده».
- کودکی: هرگز نباید بر فاصله‌ای که شما را از کودکی‌تان جدا می‌کند، بیفزایید. همه مدام می‌گویند «بزرگ شو! بزرگ شو!» معنی آن چیست؟ آیا به این مفهوم است که باید پایه زندگی خود را رها کنیم؟ من تا به امروز به اسباب‌بازی‌فروشی‌ها سر می‌زنم، در واقع داستان‌هایم برای من حکم اسباب‌بازی را دارند.
- دربارهٔ تلویزیون: آه از این تصویرنما! این هیولای پُرنیرنگ حیلت‌باز، مدوسایی که هر شب کرور کرور انفاسِ خیره به خود را بهت‌زده سنگ می‌کند. سیرنی که شیرین می‌خواندت به هوشبر نغمه‌ای، و دلپذیرند آن بی‌شمار وعده‌هایش، لیک در انجام بس ناچیز است داده‌اش.[۴]
- علمی–تخیلی: هر چه که به ذهنت می‌آید تخیل و هر چه انجام می‌دهی علم است. تمام تاریخ بشر چیزی جز داستانی علمی-تخیلی نیست.[نیازمند منبع]
- سانسور: برای سوزاندن یک کتاب بیش از یک راه وجود دارد… برای نابود کردن یک فرهنگ نیازی نیست کتابها را سوزاند. کافیست کاری کنید مردم آنها را نخوانند… هر اقلیتی فکر می‌کند حق دارد، اجازه دارد، وظیفه دارد (روی هر چه نمی‌پسندد) نفت بریزد و کبریت بکشد. هر ویراستار ابلهی که خود را منبع شوربای ادبیات بی‌مایهٔ امروز می‌پندارد، گیوتین‌اش را آماده می‌کند و می‌خواهد سر هر نویسنده‌ای که جرئت کند کمی بلندتر از زمزمه سخن بگوید یا چیزی بالاتر از لالایی بنویسد را از تن جدا کند… من به تازگی فهمیدم که چند ویراستار کیوبیک‌نشین در انتشارات بالانتین، از ترس آلوده‌شدن جوانان، ذره ذره، هفتاد و پنج قسمت مختلف کتاب فارنهایت ۴۵۱ را سانسور کرده‌اند. چند دانشجو که این داستان، که به پدیدهٔ سانسور و کتاب‌سوزان در آینده می‌پردازد را خوانده بودند، برای من نامه نوشتند و مرا از این طنز بدیع با خبر کردند…[نیازمند منبع]

علیرضایونس زاده حقیقی لیسانس هنرهای تجسمی گرایش مجسمه سازی ازپژوهشکده علوم وفنون نویدآرمان آتیه تبریز-ایران"شاعر"نویسنده"پژوهشگر"مجسمه ساز"روزنامه نگار"خبرنگار" متولد29دی ماه1333برابربا19ژانویه1955"اسامی کتابها"1-کتاب شعراحساس واندیشه)                                                                                                .                                                    2-کتاب قصه نارنج طلا)                                                                                                     .                                                    3-کتاب شعرتکرارپائیز)                                                                                                    .                                                    4-کتاب 3شاعربی سلام بی هیچ)                                                                                               .                                                    5-کتاب شعرطلوع شعرآفتاب)                                                                                                 .                                                    6-کتاب شعرزیارت چشمان تو)                                                                                                .                                                    7-کتاب پرفسورعلی اصغرخدادوست چشم پزشک نابغه ایرانی درسطح جهان)                                                        .                                                    8-کتاب شعرهیچ ناتمام)                                                                                                    .                                                    9-کتاب شعرهمآغوش باد)                                                                                                    .                                                    10-کتاب میکل آنژپیکرتراش استادمشهورجهان                                                                                برای مشاهده کتابها می توانیدبه وب سایت شخصی علیرضایونس زاده حقیقی به نشانی ( www.youneszade.ir)مراجعه نمائید.